# Gustave Van de Woestijne
Gustave van de Woestijne, también escrito Woestyne (Gante el 2 de agosto de 1881 - Uccle, 21 de abril de 1947) fue un pintor y grabador belga.

## Biografía
Fue alumno de la Academia de Bellas Artes de Gante, pero, debido a su frágil salud, tuvo que trasladarse al campo muy joven. Desde 1899, establece su residencia en Laethem Saint Martin, un pequeño pueblo a las orillas del Lys, en compañía de su hermano, el poeta flamenco Karel van de Woestijne, hizo numerosas visitas a la famosa Feria de Brujas de 1902 dedicado a los primitivos flamencos: que han influido fuertemente en su estilo. La influencia de los viejos maestros es especialmente evidente en sus retratos.

Las dos primaveras, Museo Real de Bellas Artes de Amberes.

Se juntan George Minne, Valérius de Saedeler, Albert Servaes; entre todos forman el primer grupo artístico de Laethem Saint Martin. El segundo sería constituido por Permeke, van den Berghe y de Smet. No les une sino una admiración común por los primitivos flamencos y por Fra Angelico. Para ellos, se trata sobre todo de ir más allá del impresionismo para reencontrarse con la realidad cotidiana. Como casi todos los nuevos movimientos –en pintura u otra cosa-, este se inicia como reacción contra la delicadeza de los impresionismos tardíos, quizás también contra la postura impresionista hacia la realidad, que pone en duda confrontándola continuamente con sus reflejos y sus brumas. En consecuencia, es también un movimiento realista. La segunda generación de Laethem Saint Martin va más allá de este estado del realismo, llegando a lo que se llamó el «Expresionismo belga».
En los primeros años, van de Woestijne pintó sobre todo pequeños retratos, de expresión soñadora, con una técnica minuciosa inspirada en los pintores flamencos y que nos recuerdan el espíritu de los prerrafaelitas ingleses. Otros de estos pequeños retratos son campesinos cuya expresión se obtiene mediante un dibujo agudo, directamente inspirado en Brueghel.

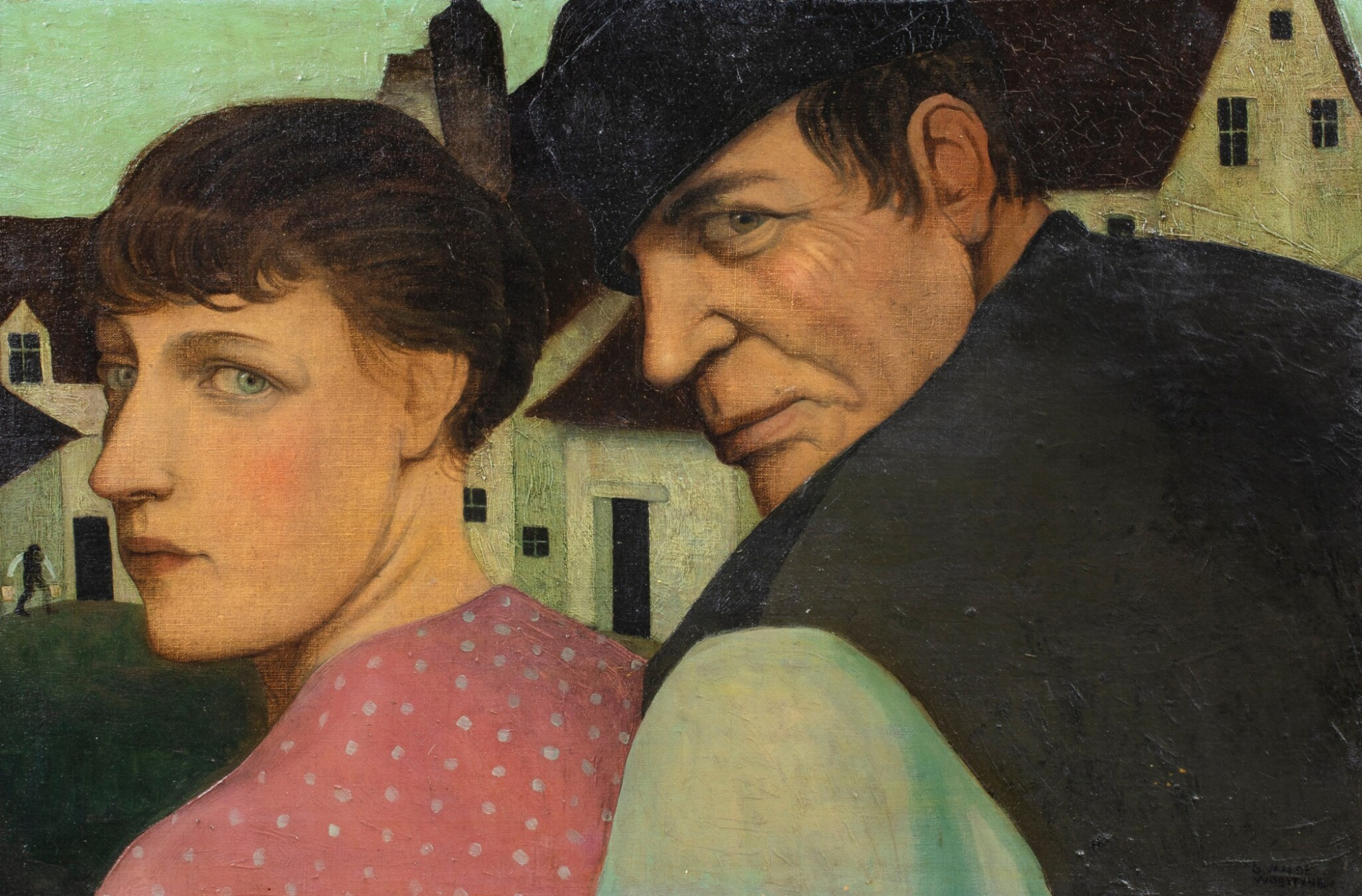
Regreso del campo, colección privada.

Una segunda fase de su obra está consagrada a composiciones religiosas, tratadas al modo simbólico de Maurice Denis, representando paisajes campestres bajo una luz idílica, como Dimanche après-midi (1914), actualmente en Bruselas.
Durante la Primera Guerra Mundial, se refugia en Inglaterra, donde se encuentra con Tytgat, Daeye y, más tarde, Permeke. Algunos se han quedado en Bruselas, otros en Amberes; van den Berghe y de Smet están en Ámsterdam. 
Así, las dos generaciones de Laethem Saint Martin fueron dispersadas por la guerra y, sin embargo, cuando se reúnen se dan cuenta de que a pesar de haber trabajado cada uno por su lado, todos habían evolucionado hacia una pintura más dura, más cercana a la realidad de la tierra y de los hombres. Acogidas por la galería «Sélection», las dos generaciones reagruparon su visión común bajo el tema genérico «Expresionismo Nacional», lo que los diferenciaba del expresionismo que se había manifestado impetuosamente en el Múnich de los años 1910. 
Aristócrata de gustos y de naturaleza, van de Woestijne realizaba una pintura de una sobria distinción. Sin embargo, en los años 20, su dibujo se endureció, se geometrizó; el color se hizo más insistente y la expresión general más dramática. En su pintura religiosa, desistió de la elegía en favor de la expresión del sufrimiento físico y de la soledad moral, traduciéndolo en emotivos rostros de Cristo.
De 1925 a 1928 fue director de la Academia de Bellas Artes de Malinas, teniendo entre sus alumnos a su hijo Maximilien. También fue profesor en el Instituto Superior de Bellas Artes de Amberes, y más tarde en el Instituto Superior de Artes Decorativas de Bruselas.

## Obras
- Saint Jean-Baptiste, 1903
- La Femme de l'artiste, 1910
- Retrato de Nandje, 1910
- Retrato de Jozef De Craene, 1914
- Le Peintre dans son jardin, 1923
- Le Baiser de Judas, 1937

## galería

Obras de Gustave van de Woestijne
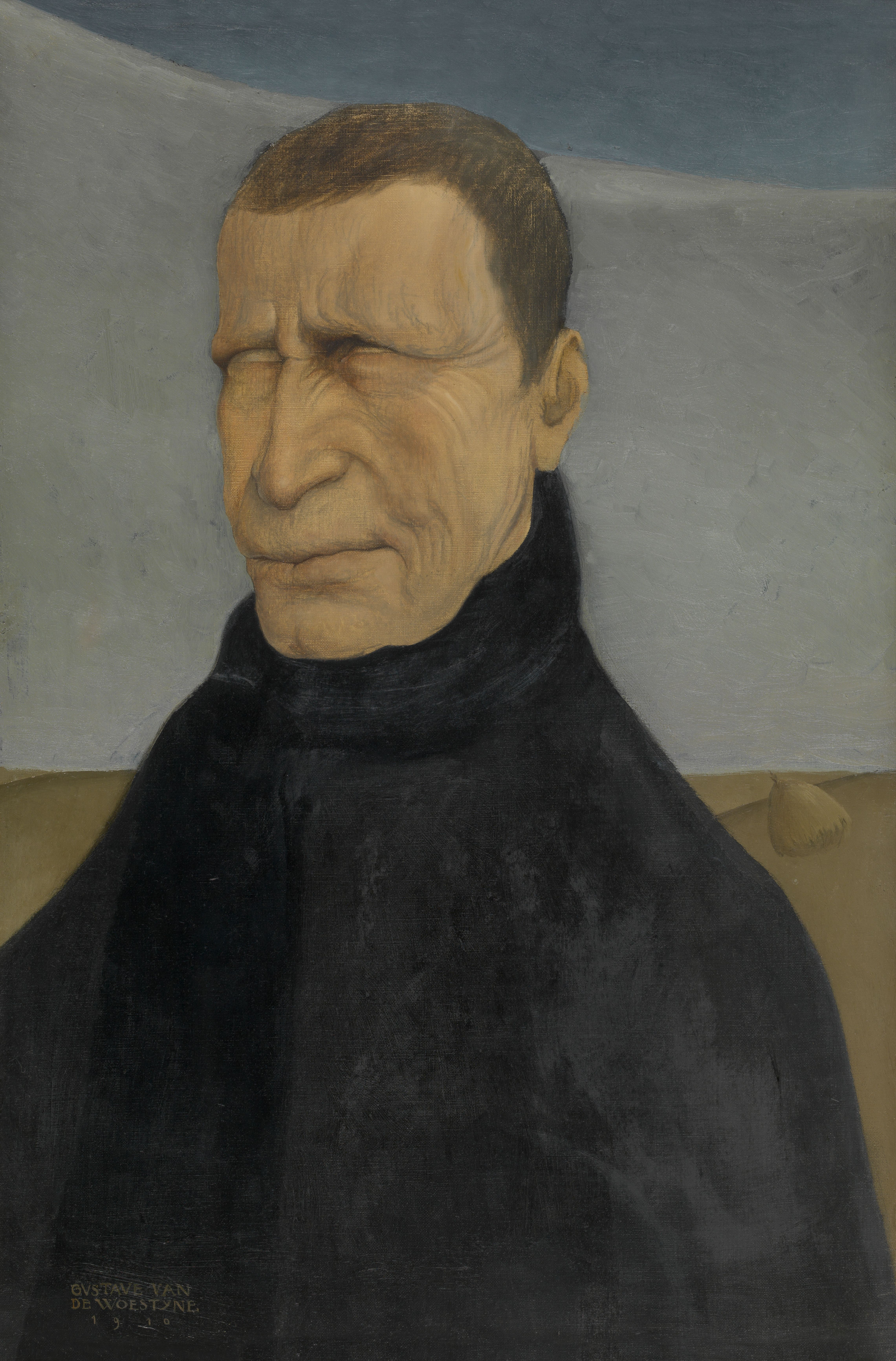
El ciego, 1910, Museo Real de Bellas Artes de Amberes
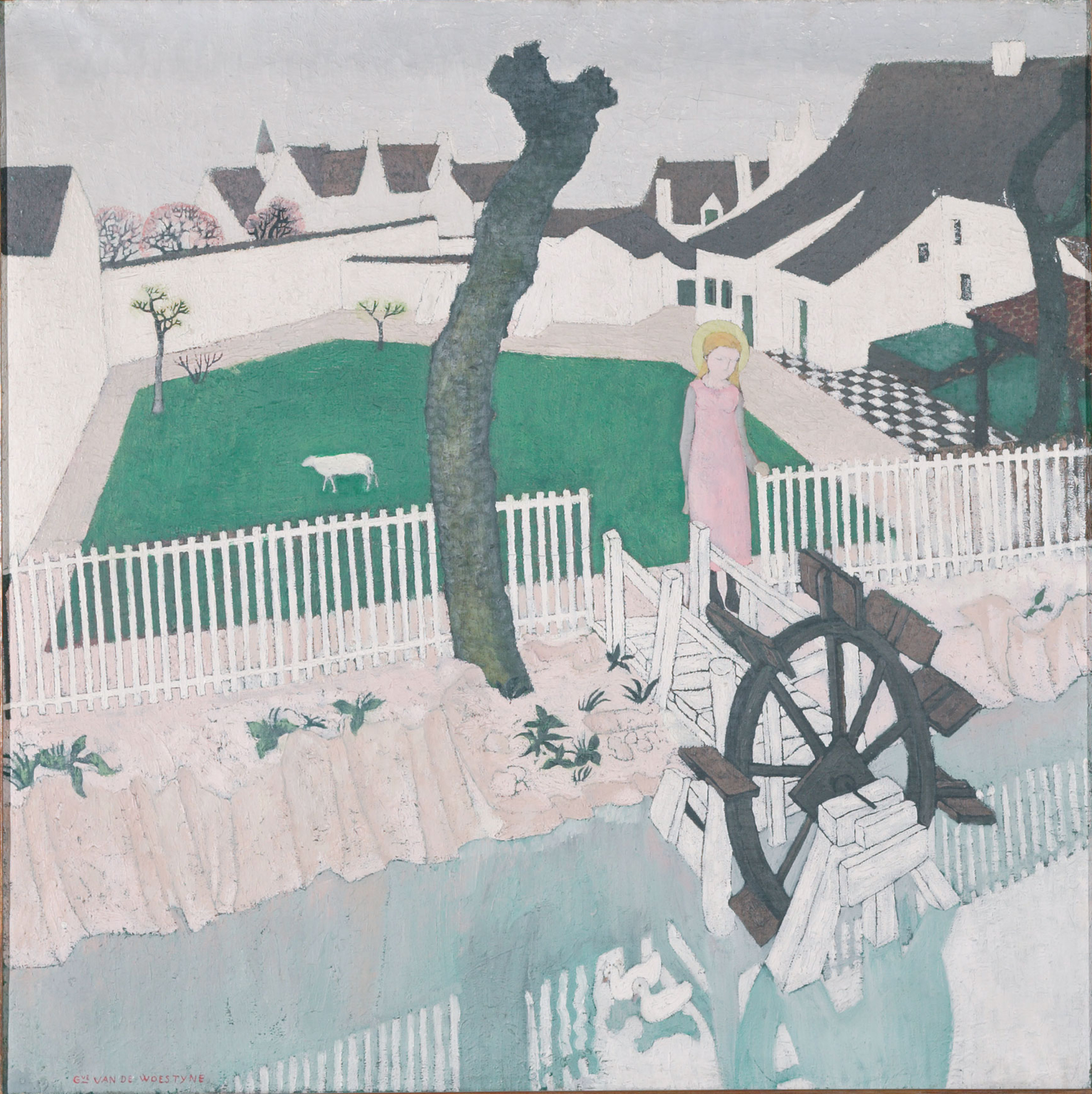
El jardín de Santa Inés, 1911, Van Buuren Museum & Gardens
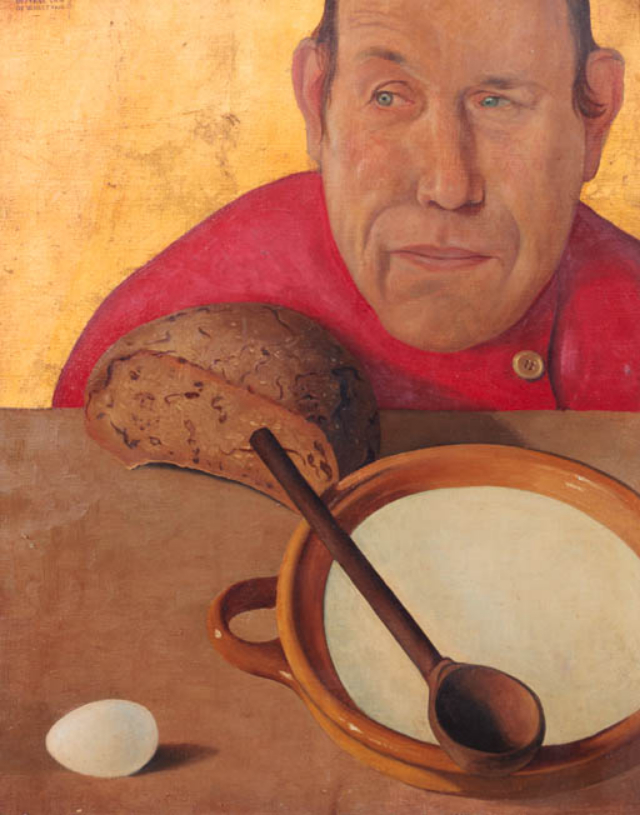
El comedor de gachas, 1911, colección privada
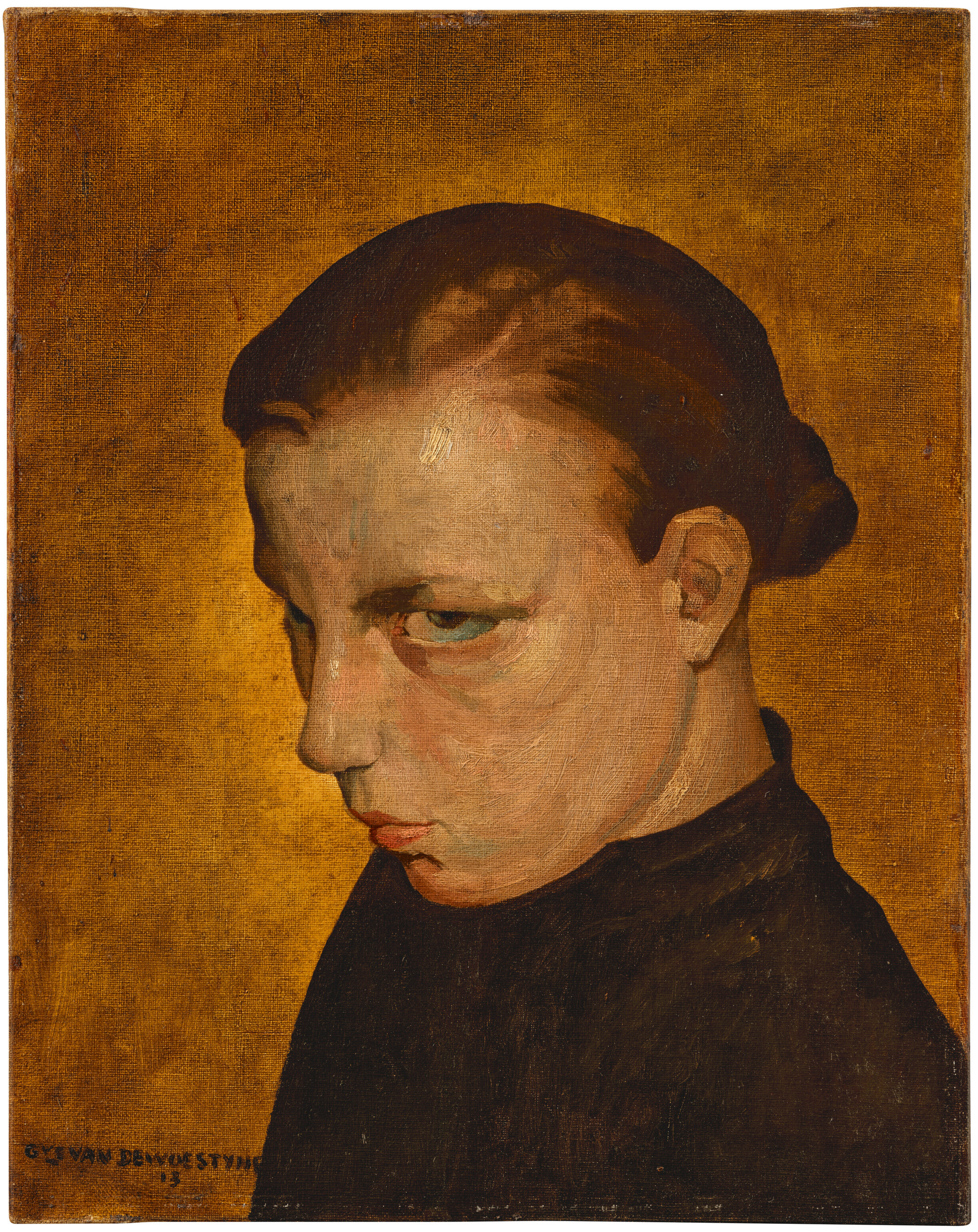
Angèle, 1913, colección privada
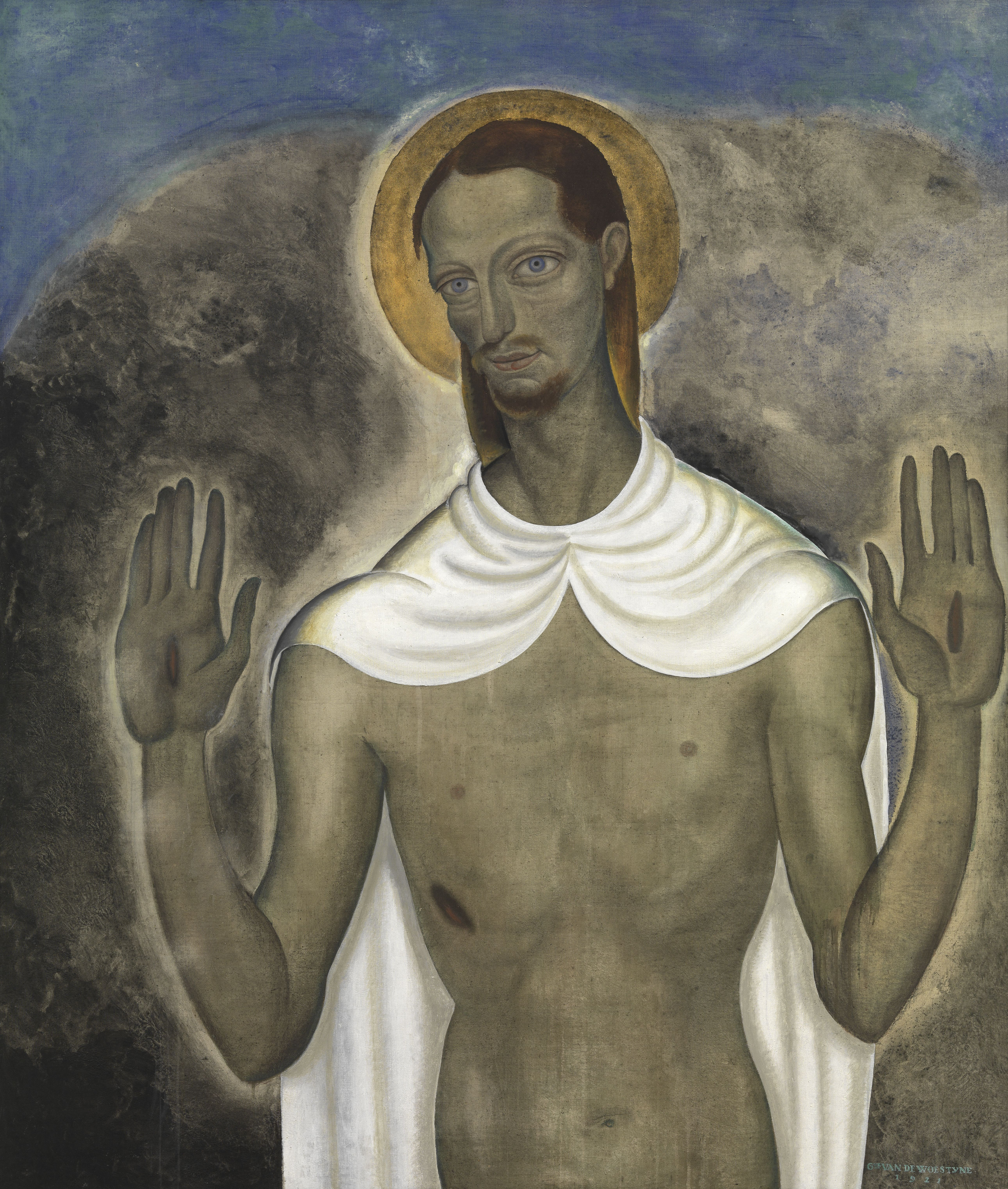
Cristo muestra sus heridas, 1921, Museo Real de Bellas Artes de Amberes
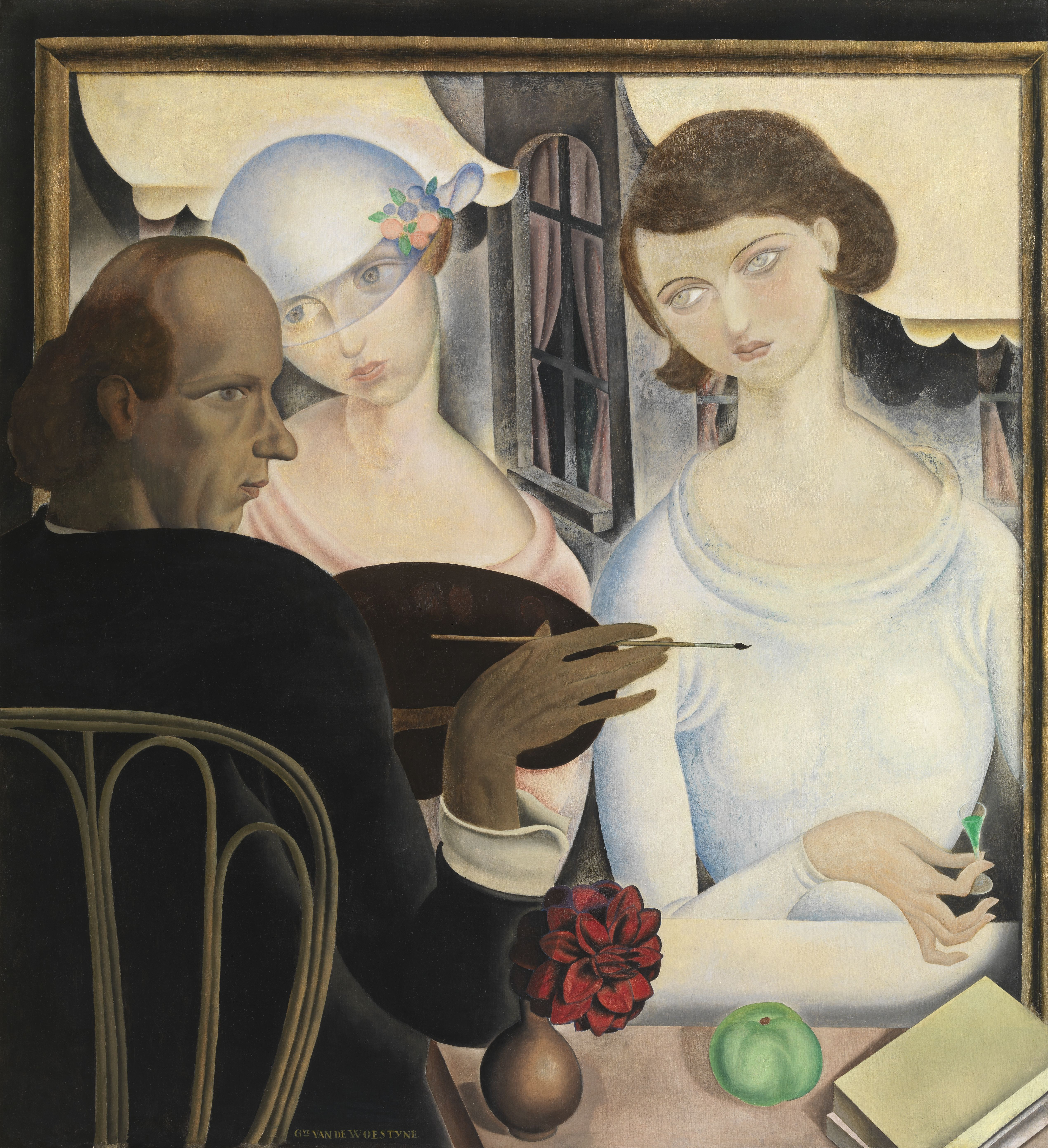
Los bebedores de licor con autorretrato, 1922, Museo Real de Bellas Artes de Amberes
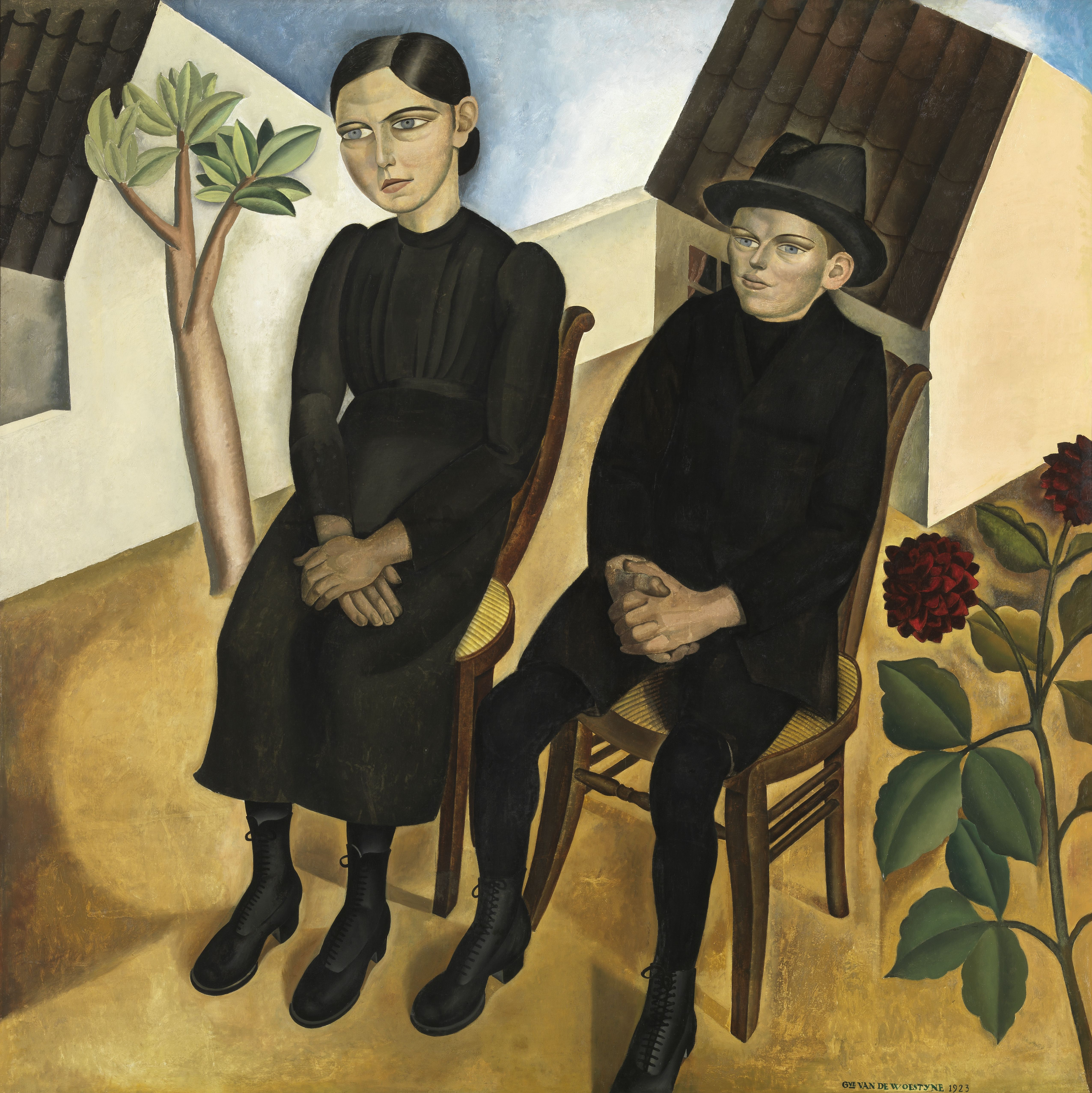
Gastón y su hermana, 1923, Museo Real de Bellas Artes de Amberes
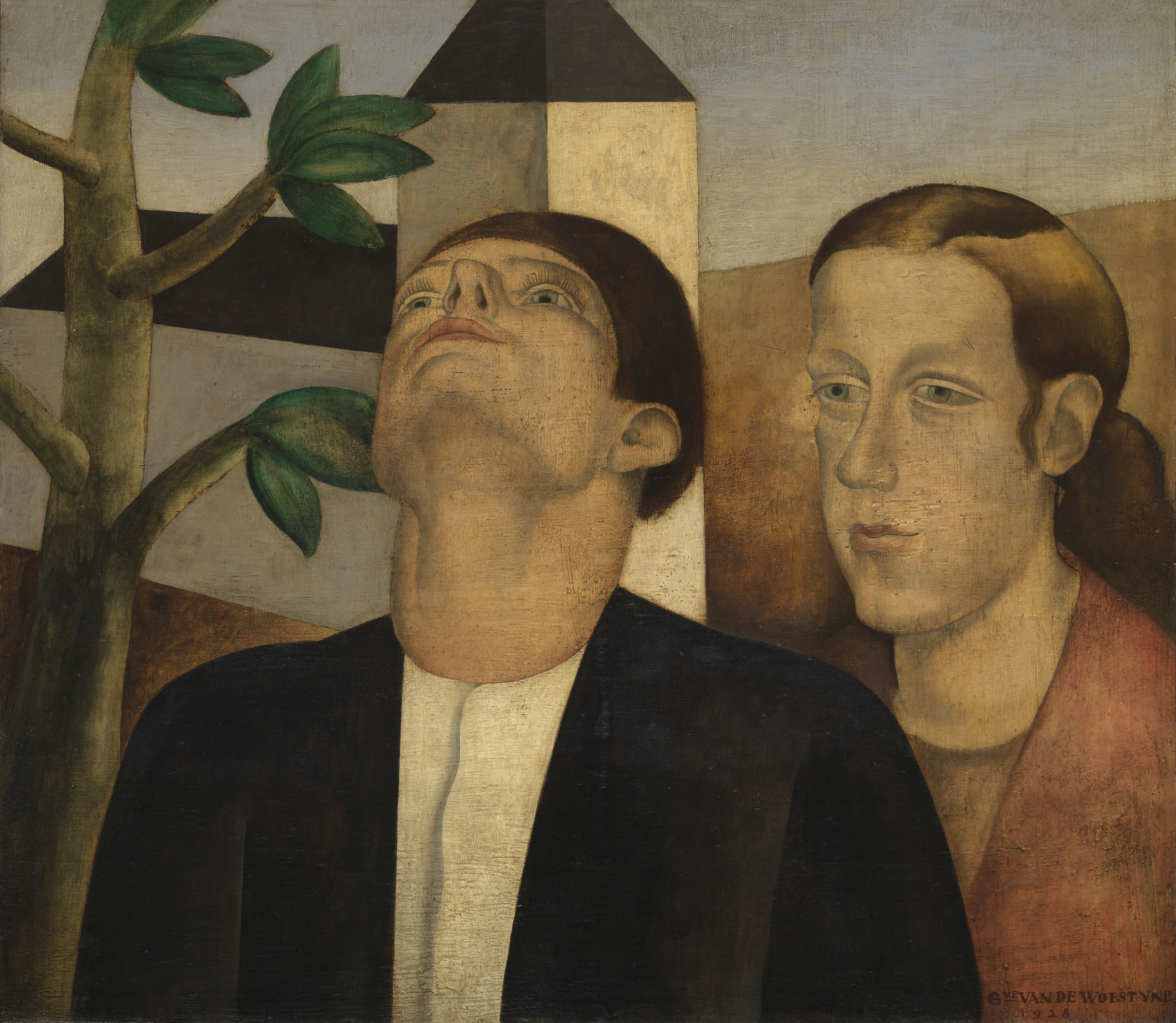
Azul, 1928, Museo Real de Bellas Artes de Amberes
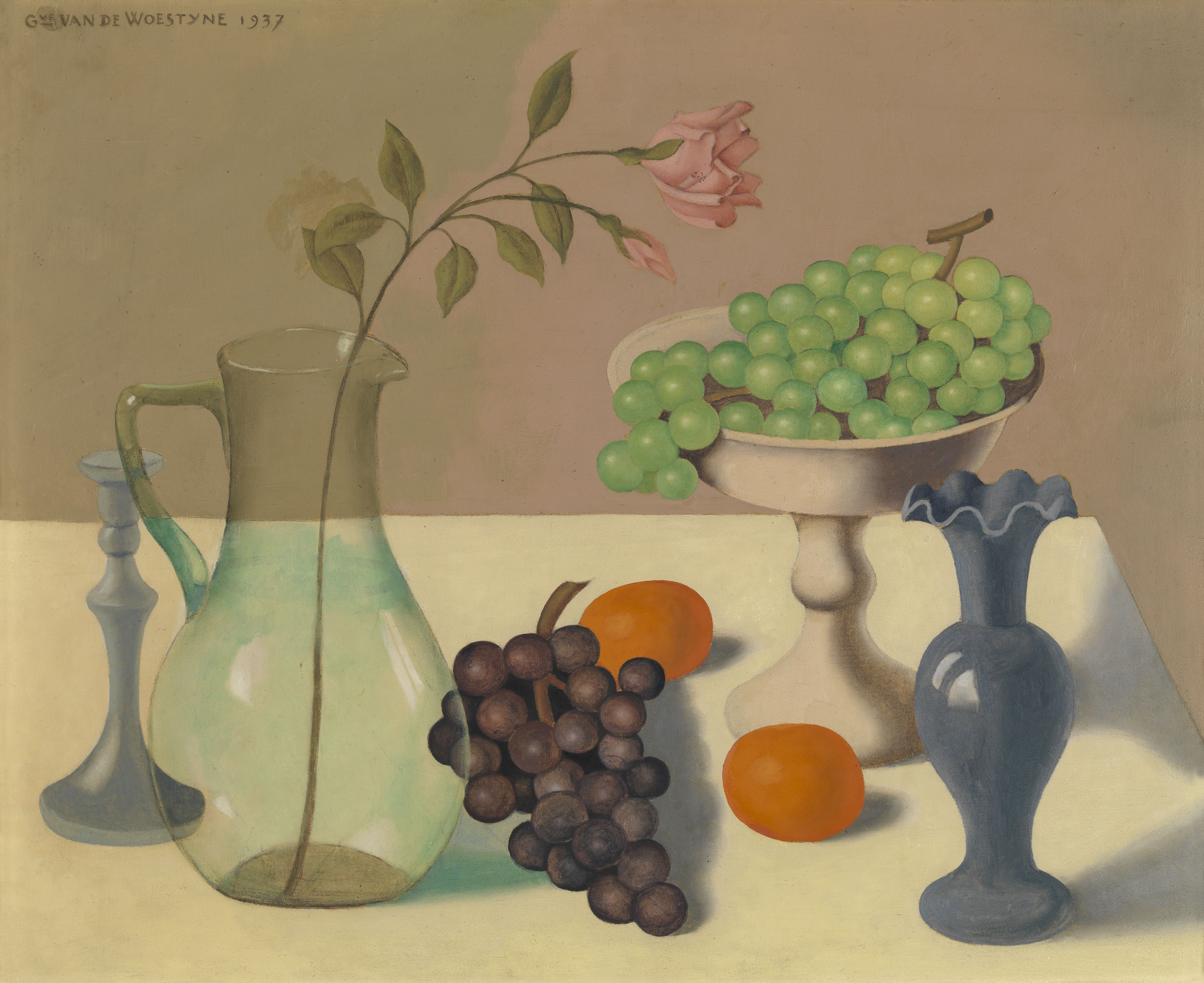
Bodegón con uvas, 1937, Museo Real de Bellas Artes de Amberes